# Parzęczew
Parzęczew è un comune rurale polacco del distretto di Zgierz, nel voivodato di Łódź.
Ricopre una superficie di 103,82 km² e nel 2004 contava 5 433 abitanti.